# Smashed
Smashed (Estrellada en España y Destrozos en América Latina) es el noveno episodio de la sexta temporada de la serie de televisión estadounidense Buffy, la cazavampiros.

## Argumento
Buffy (Sarah Michelle Gellar) ayuda a una pareja en apuros, pero los atacantes resultan ser simples delincuentes humanos. Spike (James Marsters) salta sobre uno de ellos y el chip se activa, impidiéndole morder. Ambos discuten y Buffy elude hablar del beso. Willow (Alyson Hannigan) abre la puerta de su habitación y le habla a Amy, la rata, haciendo que vuelva a ser humana (Elizabeth Anne Allen).
El trío aparece robando en el museo: quieren un diamante para su misterioso plan. Salen de allí dejando al guardia congelado con un rayo. En la habitación de Willow, Amy está sobre la cama intentando explicarle que aún se siente un poco confundida, pero que todo estará bien. Está ansiosa por el baile de graduación y porque Larry vaya a invitarla. Willow le cuenta que Larry era gay, que está muerto y que el instituto ya ha acabado. Buffy (Sarah Michelle Gellar) sube a la habitación de Willow y la encuentra en la cama, no muy animada. Le pregunta cómo va todo e intenta hablarle de lo que está pasando con Spike, pero oye una puerta. Va a saludar a quien supone que es Tara, pero para su asombro quien aparece es Amy.
Luego va a comprobar lo que ha pasado en el museo y se encuentra con Spike. Este intenta retenerla, pero Buffy se gira y le pega. Spike le devuelve el golpe, pero el chip no responde. Cuando se da cuenta de que algo falla, emite un par de falsos quejidos para guardar las apariencias. Spike atrapa a una mujer en un callejón e intenta morderla, pero el chip se le activa y se queda confundido, dolorido. Al día siguiente, Tara (Amber Benson) se lleva a Dawn (Michelle Trachtenberg) al cine para aclarar las cosas.
En la tienda de magia, Willow, Buffy, Xander (Nicholas Brendon) y Anya (Emma Caulfield) están investigando sobre el robo de la noche anterior. Willow no solo demuestra que no se arrepiente de lo que hizo, sino que asegura que Tara sacó de proporción algo irrelevante y nuevamente muestra su dependencia de la magia al usarla para evitar usar teclear con sus manos en su computador. Spike va a casa de Warren (Adam Busch) para que examinen el chip de su cabeza, pero este parece que está bien. El problema tiene que ser otro, por lo que Spike comprende que el chip ya no reconoce a Buffy como un humano. Willow encuentra a Amy desesperada en casa: quiere salir y divertirse, porque todavía no está preparada para enfrentarse a su padre. Willow acepta, diciendo que no le debe nada a nadie y que se merece algo de diversión.
Tara y Dawn llegan a casa cuando ya ha oscurecido. Están solas y Dawn le propone que se quede a esperar. Buffy recibe una llamada de Spike, que la cita en el cementerio. Se encuentra allí con él, forcejean y cuando intenta zafarse de él acaba pegándole, pero Spike le devuelve el golpe diciéndole que ya no siente dolor. Buffy lo mira entre asustada y asombrada y le pregunta cómo puede ser eso. Comienzan a pelear. Quizá ella haya vuelto algo menos humana. Siguen peleando y se meten en una casa abandona. La pelea es algo más violenta de lo habitual.
Willow y Amy están aburridas en el Bronze pero deciden no regresar a casa todavía. Buffy y Spike siguen peleando. Spike dice que Buffy está perdida, que no encaja en ningún sitio y la Cazadora le responde que él tampoco, porque no puede ser ni vampiro ni humano. Buffy le lanza contra la pared violentamente y entonces Spike le dice que está enamorado de ella, pero Buffy le contesta que solo está enamorado del dolor. Siguen peleando por toda la casa. Spike le dice a Buffy que él es un vampiro y que se supone que juega en el lado oscuro. Ella le tiene aprisionado contra la pared y de repente empiezan a besarse. Se mueven de forma violenta por la casa. Las paredes se resquebrajan y parte del techo se cae. Ambos caen al piso de abajo cuando se abre el suelo. Mientras la casa se viene abajo, Buffy y Spike hacen el amor por primera vez.

### Análisis del episodio
En este episodio vemos cómo Willow comienza a utilizar la magia masivamente para divertirse en cualquier momento que tiene oportunidad. En este momento Willow se ha transformado en una adicta a la magia como si de una droga se tratase.

## Reparto

### Personajes principales
- Sarah Michelle Gellar como Buffy Summers.
- Nicholas Brendon como Xander Harris.
- Alyson Hannigan como Willow Rosenberg.
- Emma Caulfield como Anya Jenkins.
- Michelle Trachtenberg como Dawn Summers.
- James Marsters como Spike.

### Apariciones especiales
- Danny Strong como Jonathan Levinson.
- Adam Busch como Warren Mears.
- Tom Lenk como Andrew Wells.
- Amber Benson como Tara Maclay.
- Elizabeth Anne Allen como Amy Madison.

### Personajes secundarios
- Patrice Walters como Mujer.
- John Patrick Clerkin como Hombre.
- Jack Jozefson como Rusty.
- Rick Garcia como Reporter.
- Kelly Smith como Chica inocente.
- Jordan Belfi como Ryan.
- Adam Weiner como Simon.
- Melanie Sirmons como Brie.
- Lauren Nissi como Novia.

## Producción

### Título
Tres episodios consecutivos de la sexta temporada son sinónimos en inglés de EE. UU. para definir estados de embriaguez. Smashed - muy bebido, Wrecked - bebido o intoxicado, y Gone - en argot: denota un estado de ausencia como cuando se toman drogas, por ejemplo, «ido».